# 空気の底
『空気の底』（くうきのそこ）は、手塚治虫の連作短編シリーズ。1968年から1970年にかけて、以下の14編がプレイコミックで連載された。

## 概要
14作品はそれぞれ独立した短編作品で、各編にストーリー上の繋がりはなく、テーマやテイスト、舞台や登場人物も種々雑多である。手塚漫画には読み切りの短編作品が非常に多いが、『ライオンブックス』（全集MT61-65）のシリーズや『タイガーブックス』（全集MT121-128）のシリーズが少年向けの短編集であるのに対し、この『空気の底』に収録されている各作品は、対象年齢がやや高い青年向けの作品になっている。物語のテイストや絵のタッチが『空気の底』と似通った短編集としては他に、
- 『時計仕掛けのりんご』（全集MT261、1968年-1973年の短編8作）
- 『火の山』（全集MT265、1972年-1973年の短編4作と1979年の中編1作）
- 『サスピション』（全集MT284、1968年-1982年の短編9作）

などが挙げられるが、中でも手塚はこの『空気の底』シリーズを気に入っていたようで、単行本のあとがきでは、『空気の底』に収録されているいずれの作品も長編に成りうる要素を持っていると述べている。

## 収録作品

### ジョーを訪ねた男
苛烈な人種差別主義者の白人将校ウイリー・オハラ大尉は、戦場で瀕死の重傷を負う。臓器移植の大手術により彼は一命を取り留めるが、移植された臓器はオハラが戦場で弾丸避けに使っていた部下の黒人兵ジョーのものだった。黒人の心臓が移植されたことにショックを受けたオハラは、上官（レッド公）にこのことを知っている人間はいるのかと尋ねる。死んだジョーの遺族には知らせてあると告げられたオハラは、戦死通知と共にジョーの母親に届けられた手紙（事情を知らせた手紙）を焼き捨てるため、スラム街にあるジョーの家に訪れるのだった。

### 野郎と断崖
脱獄囚がたまたま通りかかった自家用車を襲撃。乗っていた夫婦と赤ん坊を人質に、崖下の洞窟に篭城した。崖の周囲が警察に包囲される中、逆上した脱獄囚は夫婦を次々と殺害。唯一残された赤ん坊を盾に篭城を続けるが、脱獄囚は無邪気な赤ん坊に情を移してゆく。赤ん坊はだんだんと衰弱し、脱獄囚は何とか赤ん坊を助けようと断崖を登っていくのだが…。
- 普段は脇役として手塚漫画に登場する丸首ブーンが、この作品では主役を演じている（スターシステム）。

### グランドメサの決闘
時は西部開拓時代。主人公の青年スティーブにとって、流れ者のガンマンエール・マクラウドは父の仇だった。スティーブは街のはずれグランドメサでマクラウドに決闘を申し込むが、あえなく敗北し両手の親指を潰されてしまう。拳銃を握れなくなったスティーブは法律の道に進み、7年の時を経て街に戻ってくるが、その時には真実を知っていた。マクラウドが本当は何者だったのかということを。

### うろこが崎
取材旅行をかねて南紀州の或る小島を訪れた手塚。その港町には「うろこが崎」という岬があって、そこには「お仲が洞」という岩穴があった。一旦落ちたら出てこられない深さで、穴底には水が溜まっているという。しかもその穴には、その昔そこに放り込まれた男女が何年かの後に魚の姿になって発見されたという伝説があった。
そんな折、地元の子供がその穴に落ちてしまい、町は大騒ぎとなる。東京からマスコミが押し寄せ、重機を使った大掛かりな救出作戦が展開される中、手塚は港に水揚げされた魚の中に鱗が白く禿げた病気の魚が混じっていることに気付く。どうやら化学薬品による汚染が原因とのことで、手塚はその事実をマスコミに告発するが、総スカンを食って島をつまみ出されてしまう。その後ようやく子供は救出されたが、その姿は…。

### 夜の声
平日を大会社の社長として過ごし、休日になると乞食に変装して息抜きをしている男、我堀英一。ある夜、彼は道端で一人の少女を助ける。少女はユリといい、乞食姿の英一のもとに居付いてしまった。ユリに惹かれるようになった英一は、自分の会社の入社試験を受けてみないかと勧める。英一の会社で働くようになったユリに、社長姿の英一は結婚を申し込むが、ユリは「乞食のおじさん」つまり乞食姿の英一に惹かれていた。英一は社長としてユリと結婚したものの、結末には悲劇が待ち受けていた。
映像化
世にも奇妙な物語 秋の特別編（フジテレビ 2017年10月14日放送）において、藤原竜也・飯豊まりえ主演でドラマ化された。
- ウィリアム・H・ホジスンの代表作である怪奇小説「夜の声」とは無関係。

### そこに穴があった
対抗組織に殴り込みをかけたチンピラ。逃亡中の山中で、彼は墜落した小型飛行機のパイロットを助ける。そのことで一躍時の人となった彼だが、世間に名前が知られ、対抗組織に狙われる羽目になってしまった。焦った彼は助けた男に頼み込んで小型飛行機で国外逃亡を図るが、その計画にはとんでもない落とし穴があった。

### カメレオン
そのあまりの変わり身の早さから「カメレオン」の異名を持つ男、月間三千男。ある筋に依頼されて産業スパイを実行、自らが勤める森岡化学から画期的な新薬の組成式を盗み出すことに成功する。中継役の女と共に絶海の孤島に逃げ込んだ彼は、そこで行われている動物実験により、自分が盗んだ薬が「脳の働きをグレードアップさせる新薬」であることを知った。新薬はその名を大脳皮質亢進剤HLHといい、脳を活性化させる代わりにあっという間に栄養失調に陥ってしまう副作用があるらしい。ところが実はこの依頼自体が彼に向けられた罠だった。眠らされている間に月間は孤島にひとり置き去りにされてしまう。残された水タンクには新薬HLHが混ぜられていたが、月間は渇きを凌ぐためにその水を飲むしかなかった。やがて、ミイラのようになって生き長らえている月間の元へ、一台のヘリが下りてくる。乗っていたのは中継役の女と、もうひとり意外な人物だった。

### 猫の血
ある男が猫神信仰の厚い村に仕事に出かけ、一軒のうちで厄介になるうちにそこの娘と恋に落ち、結婚する。二人は東京へ出て暮らし始めるが、妻は東京生活に慣れなかった。ある日を境に彼女は、近く東京で大変なことが起こるから一緒に遠くへ逃げようと訴えだす。それを無視した男は妻を自宅に残して旅行へ行くが、彼女の予感は的中してしまうのだった。なぜ妻の言うことを聞き入れてやらなかったのだ、と男は深く後悔するが…。

### わが谷は未知なりき
或る谷に父と姉弟の一家が暮らしていた。3人が住む谷は痩せた土地だったが、姉のロザも弟のジュリも谷の外に出たことはなかった。ある嵐の夜、谷に一人の男が迷い込んできた。その男はチャドという名で、一家と共に谷で暮らすようになった。ジュリとチャドはすぐに打ち解け、やがてロザとチャドは恋に落ちる。しかし、2人の父親がチャドを殺そうと迫っていた。チャドが病気を抱えていて、父は谷に病が広がってしまうことを恐れたのだ。チャドを逃すためにロザは、チャドと共に谷の頂上に向かう。しかしそこに、これまで聞かされていた光景はなかった。緑の平原も森も泉もなく、ただ荒涼とした砂漠が広がっているだけだったのだ。やがて語られる真実、それはロザとジュリの姉弟にとってあまりに意外なものだった。

### 暗い窓の女
実の兄妹でありながら、義治と由紀子は愛し合っていた。しかし由紀子に求婚する男が現れ、義治はその男を殴り殺してしまう。事故に見せかけたものの、警察の捜査は2人に迫っていた。

### カタストロフ・イン・ザ・ダーク
ある日DJの田所は、出勤途中にマンホールの蓋が外れて半開きになっているのを発見する。その上に人が乗ろうものなら、たちまち穴の中に落ちてしまうだろう。しかし田所は蓋を直さなかった。そこへ、後ろから田所を呼ぶ声がした。DJである自分のファンの女の子のようだった。足元のマンホールに気をつけろ、と田所は言おうと思えば言えた。しかし何も言わずただ見守った。近付いてきた女の子は、悲鳴とともに穴の中に落ちてしまった。田所は振り返りもせずその場を去り、そのままラジオ局に出勤したが、良心の呵責に苛まれる。ニュースが入り、落ちた女の子は死んだという。そして田所には奇妙な現象が起き始める。

### 電話
とある学生運動家大沢の元に、或る夜唐突に見知らぬ女の子から電話が掛かってくる。デートに誘われた大沢はドキドキしながら待ち合わせ場所に行くが、来たのは電話の女の子とは違う女性だった。話によると、電話を掛けた寺山博子という女の子は１ヶ月前にデモ中の事故で死んだのだという。からかわれたと思った大沢だったが、死んだはずの寺山博子から、次の日再び電話がかかって来た。

### ロバンナよ
手塚は数年ぶりに旧友の或る科学者の元を訪れる。その科学者小栗は変人で、人里離れた一軒家で隠遁生活を送っていた。小栗の奥さんは病気で伏せっているという。かわりに一頭のロバが家の中を歩き回っていた。その夜、科学者の家に泊まることにした手塚は、伏せっているはずの小栗夫人が、例のロバを殺そうとしているのを目撃する。辛うじて夫人を止める手塚。小栗夫人は狂っていたのだ。しかしそれにはわけがあった。

### ふたりは空気の底に
核戦争による人類滅亡後の世界。万博会場に展示された宇宙旅行用のユニットカプセルの中に、1組の赤ん坊が生き残っていた。ハイテク機器のおかげで食糧、酸素、そして娯楽さえも一切を自給自足できるカプセル。その中で、ジョーとみどりの2人は子供から大人へと成長していく。2人にとってカプセルの中は世界のすべてであり、そして幸福に満たされていた。しかし…。

## 単行本
- 『空気の底（上）』（朝日ソノラマ、サンミリオンコミックス、1971年12月3日初版発行）
収録：ジョーを尋ねた男/夜の声/野郎と断崖/うろこが崎/暗い窓の女/わが谷は未知なりき/電話/嚢/バイパスの夜/猫の血
- 『空気の底（下）』（朝日ソノラマ、サンミリオンコミックス、1972年2月15日初版発行）
収録：処刑は3時におわった/一族参上/聖女懐妊/現地調査/カタストロフ・イン・ザ・ダーク/蛸の足/ながい窖/ロバンナよ/ふたりは空気の底に
- 手塚治虫漫画全集 MT264『空気の底』（講談社、1982年、ISBN 4-06-173264-1 全1巻）
- ハードコミックス『空気の底』（大都社、1985年、ISBN 978-4886533029 全1巻）
「グランドメサの決闘」「そこに穴があった」「カメレオン」の3編が未収録。
- 秋田文庫『空気の底』（秋田書店、1995年、ISBN 978-4253171328 全1巻）- 解説文：段田安則
- 手塚治虫文庫全集『空気の底』（講談社、2011年、ISBN 978-4063738438 全1巻）
- 「空気の底 オリジナル版」（立東舎、2020年2月21日、ISBN 978-4845634682、全1冊、B5判）

## その他
手塚治虫生誕90周年記念書籍『テヅコミ』Vol.3（マイクロマガジン社）に、本作を原作にした野上武志による作画の読み切り漫画「ねこのち」が発表。